# Neogene cossoides
Neogene cossoides är en fjärilsart som beskrevs av Rothschild 1894. Neogene cossoides ingår i släktet Neogene och familjen svärmare. Inga underarter finns listade i Catalogue of Life.